# Leipäsaari (ö i Norra Karelen, Joensuu, lat 62,63, long 31,07)
Leipäsaari är en ö i Finland. Den ligger i sjön Huuhtilampi och i kommunen Ilomants i den ekonomiska regionen  Joensuu ekonomiska region  och landskapet Norra Karelen, i den sydöstra delen av landet, 400 km nordost om huvudstaden Helsingfors. Öns area är 0,1 hektar och dess största längd är 50 meter i öst-västlig riktning.